# Ron Brown
Ronald Harmon "Ron" Brown (Washington, 1. kolovoza 1941. – Dubrovnik, 3. travnja 1996.)  – američki političar, ministar trgovine. Poginuo je u nesreći zrakoplova kod Dubrovnika.
Rođen je u Washingtonu, a odrastao je u New Yorku u obitelji Afroamerikanaca srednje klase. Glumio je u reklami za Pepsi-Colu, koja je bila jedna od prvih reklama usmjerenih prema afroameričkoj populaciji. Studirao je na Midllebury Collegeu. Bio je prvi Afroamerikanac u bratovštini Sigma Phi Epsilon. Služio je vojni rok u Južnoj Koreji i Europi, oženio se i završio studij prava. Radio je kao odvjetnik i lobist. Imao je funkcije u Demokratskoj stranci. Sudjelovao je uspješno u predsjedničkoj kampanji Billa Clintona, koji ga je nakon pobjede na izborima, 1993. godine imenovao ministrom trgovine. Poginuo je 3. travnja 1996. u zrakoplovnoj nesreći 3 kilometra sjeverno od Dubrovnika zajedno s 34 putnika. 
Njemu u čast ustanovljene su dvije američke nagrade prozvane njegovim imenom. Po njemu je nazvan i jedan ratni brod te zaklada za stipendiranje studenata. Posthumno ga je odlikovao tadašnji predsjednik SAD-a Bill Clinton.

## Galerija
- Slika nesreće u kojoj je poginuo.
- Za govornicom.